# Industrializzazione dell'Unione Sovietica

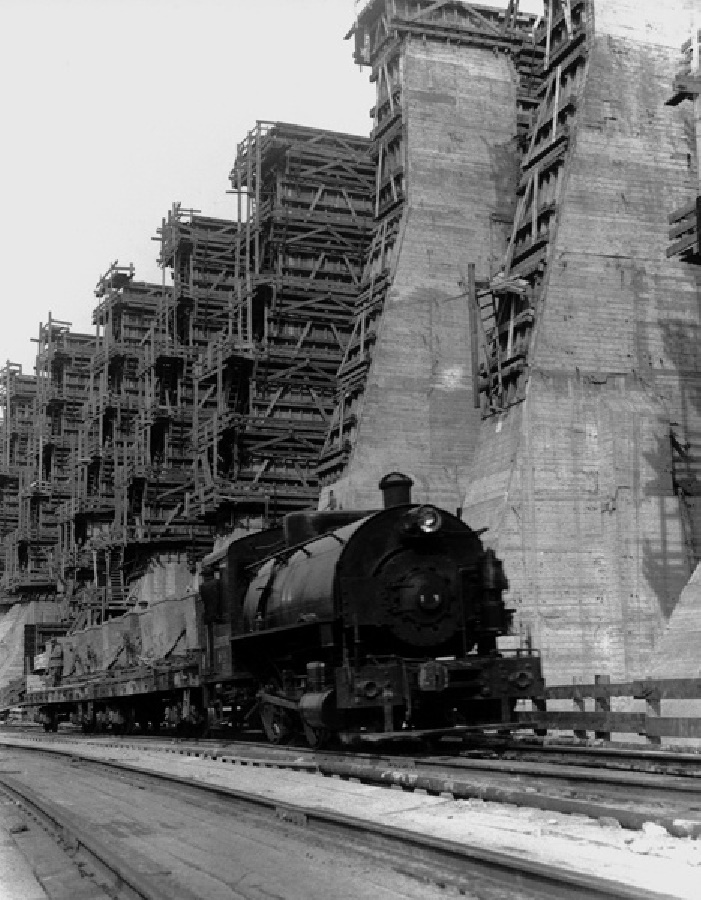
Costruzione della centrale idroelettrica Dnieper nel 1931

L'industrializzazione nell'Unione Sovietica è stato un processo di accelerazione della costituzione del potenziale industriale dell'Unione Sovietica, intrapreso tra maggio 1929 e giugno 1941, per ridurre il ritardo della sua economia rispetto agli stati capitalisti sviluppati.
Il compito ufficiale dell'industrializzazione fu la trasformazione dell'Unione Sovietica da uno stato prevalentemente agricolo a uno stato  fortemente industriale. L'inizio dell'industrializzazione socialista come parte integrante del "triplice compito di una radicale riorganizzazione della società" (industrializzazione, centralizzazione economica, collettivizzazione dell'agricoltura e rivoluzione culturale) è stato stabilito dal primo piano quinquennale per lo sviluppo del economia nazionale, durato dal 1928 al 1932.
In epoca sovietica, l'industrializzazione era considerata una grande impresa. La rapida crescita della capacità di produzione e del volume di produzione dell'industria pesante venne ritenuta di grande importanza per garantire l'indipendenza economica dai paesi capitalisti e rafforzare la capacità di difesa militare. L'obiettivo venne raggiunto, tanto che durante la Grande Guerra Patriottica l'industria sovietica dimostrò di essere superiore all'industria della Germania nazista. Dalla fine degli anni 1980 vi sono state delle discussioni sul costo di tale processo che ne hanno anche messo in dubbio i risultati e le conseguenze a lungo termine per l'economia e la società sovietiche. Tuttavia, le economie di tutti gli stati post-sovietici sono ancora basate sul sistema industriale creato nel periodo sovietico.